# San Rafael Obrajuelo
San Rafael Obrajuelo es un Distrito del Municipio de La Paz Este, departamento de La Paz, El Salvador. Según el censo oficial de 2024, tiene una población de 9.566 habitantes.
La comunidad de San Rafael Obrajuelo tiene un alto grado de identidad cultural muy característico de las comunidades modernas.
Esta ciudad contiene diversidad de tradiciones, culturas y religiones. Se distingue de los demás por contar con un marcado fervor religioso; destacando su compleja extensión de tradiciones religiosas, por ejemplo: “Las Flores de mayo”.
Pese a su geografía pequeña comparada con otros municipios aledaños, el municipio está enriquecido con los diferentes cantones que rodean su casco urbano y que aportan de manera significativa un gran valor cultural. Lo anterior se puede corroborar con Las Moliendas y grutas de la Virgen María ubicadas en los cantones y su reciente presencia en el ámbito turístico nacional.
El municipio también presenta un anhelo de desarrollo muy palpable al estar participando en Pueblos Vivos.

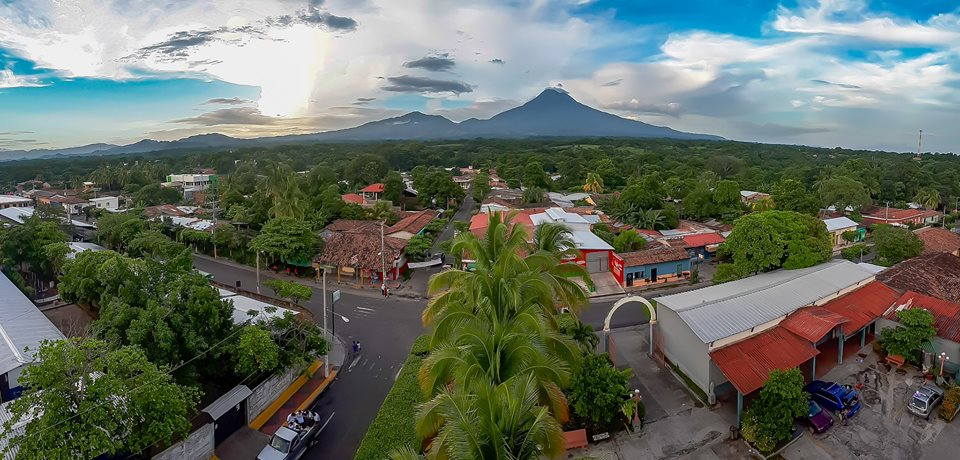
San Rafael Obrajuelo desde lo alto.

## Historia
En 1740, San Rafael Obrajuelo estaba bajo jurisdicción del municipio San Juan Nonualco. Este se componía de dos Valles, Los Obrajes y San Pedro Mártir. Esta hacienda o propiedad era del marqués de Aycinema, con una población ladina que ocupó lo que ahora es el cantón San José Obrajuelo, que era el casco antiguo de la hacienda y le llamaban Valle Viejo.

En los márgenes del río Huiscoyolapa, funcionaban las pilas u obrajes añileros, cosa por la que se le apodó El Valle de los Obrajes. Los Obrajes y San Pedro Mártir fueron desmembrados de San Juan Nonualco por eldecreto legislativo del 7 de marzo de 1882, que emitido durante la administración del Dr. Rafael Zaldívar. 
“Recibió el nombre de San Rafael como un homenaje de la legislatura del primer magistrado de la república, Dr. Rafael Zaldívar”. (M. Ángel Guevara, 1998, p.5).
El Diario de Hoy hace referencia que el municipio de San Rafael Obrajuelo lleva por nombre Obrajuelo ya que 
“Obrajuelo era un obraje pequeño donde se labraba el añil en tiempos de la colonia. Y hace muchísimos años en la zona rural de San Rafael Obrajuelo había precisamente varios obrajuelos en donde naturalmente, se preparaba el añil para extraer su color azul”
Según el Decreto legislativo N.º 798 publicado en el Diario Oficial N.º 186, Tomo 332, “San Rafael Obrajuelo fue elevada a villa el 5 de septiembre de 1996”. Tres años después, y tal como señala el decreto legislativo N.º 716, publicado en el Diario Oficial N.º 183, Tomo 345 “El municipio de San Rafael Obrajuelo en un acto solemne llevado a cabo el 24 de octubre de 1999 recibió su título de ciudad debido a la iniciativa del Sr. Rafael Amílcar Aguilar, Alcalde Municipal”.
El señor Jesús Mejía Hernández narra que San Rafael Obrajuelo, es un cantón que en tiempo de verano era visitado por personas de otros lugares como Santo Domingo a pesar de la estación calurosa porque conocían el añil y ahí teñían su ropa. Relata que su abuela Ester Molina se casó con don Román Mejía que era de Santo Domingo, con él venían otros amigos y conocieron la planta del añil y empezaron a exportarlo. Le pusieron Obrajuelo por los obrajes, que era donde se procesaba el añil naturalmente para extraer su color azul muy llamativo.
Cuenta que en el río Huiscoyolapa construyeron en los paredones pilas grandes para el añil a la orilla del río porque les quedaba más cerca para agarrar el agua. Nos cuenta que la planta xiquilite no se sembraba porque crecía por sí sola como un monte y que solo se cortaba.
Posteriormente llevaban a cabo todo el proceso en grandes cantidades, tanta que lo producían como si fuese queso o cuajada, molido a mano hasta que se convertía en polvo. También comentó que su abuelo Román y sus amigos venían preparados para llevar el tinte. Muchos años después en el 2006 aproximadamente se empezó a cultivar sembrando la semilla.
Además, narra que el dueño del pueblo era el señor Rafael Osorio, quien el dueño de toda la hacienda, que donó el pueblo y que le pusieron a la escuela que está en el centro de la ciudad, Rafael Osorio en honor a él y la palabra “hijo” porque su padre se llamaba igual. Por esta razón la escuela se llama “Rafael Osorio Hijo”.
Antes no existía el servicio de energía eléctrica y pasaban encendiendo unos faroles que se encontraban en cada esquina del municipio. Posteriormente instalaron la luz eléctrica pero eran pocas las viviendas que contaban con el servicio. Anteriormente había alcantarillas que estaban desbordadas y una de ellas estaba en una escuela.

## División Política
El diccionario Geográfico de la República de El Salvador, (1959) hace referencia “Municipio del Distrito de Zacatecoluca, perteneciente al Departamento de La Paz. Comprende el pueblo de su mismo nombre y los cantones San Pedro Mártir, El Carao, San José Obrajuelo, San Jerónimo, La Palma y La Longaniza. Sus límites jurisdiccionales son: al Norte, Sur y Este, con San Juan Nonualco y al Oeste, con Santiago Nonualco. Su altura principal es la loma El Carao. Está unido a la ciudad de Zacatecoluca por la carretera del litoral” 
El municipio de San Rafael Obrajuelo se encuentra a 50 Kilómetros, desde San Salvador y a 5 kilómetros, desde Zacatecoluca. Una de las ventajas del municipio es su ubicación geográfica debido a sus dos accesos: carretera el Litoral más conocida como Calle Vieja y Carretera La Autopista conocida como Calle Nueva. Tal es el caso que los turistas y viajeros cuentan con mayor accesibilidad a dicho municipio.
Barrios, cantones, colonias, lotificaciones y caseríos.
- Barrio El Centro: Lotificación San Rafael de La Paz, Colonia San José, Cristo Negro, Colonia La Trinidad, Lotificación San Simón, Lotificación La Providencia.
- Barrio El Calvario: Colonia Tepeyac, Colonia Brisas I y II
- Barrio Las Delicias: Lotificación jardines de La Paz, Colonia San Rafael I, Colonia Los Ángeles, Colonia San Rafael II, urbaniza El Rosal
- Barrio San José: Colonia las María, colonia Fátima.
- Barrio Concepción: Lotificación Jardines de San Rafael, Colonia Edin Martínez, Colonia San Antonio, La Trinidad, Espíritu Santo.
- San José Obrajuelo: Caserío El Flor, Caserío los Obrajes.
- San Miguel Obrajuelo: Caserío los Martínez, Caserío la Arenera.
- San José La Palma: Caserío los Funes, Caserío el Cobanal, Caserío los Estradas, Caserío los Mancía, caserío la Autopista, caserío los Miranda I y II, Caserío los Rivas, Caserío los Hernández, Caserío los Molina, Caserío los Monge y Caserío las Garzas.
- El Carao: Colonia El Carao, Caserío la Bomba y Caserío los Guardado.
- San Pedro Mártir: Caserío los Alvarado, Caserío los Paredes, Caserío los Ayala, caserío los Rodríguez.
- San Jerónimo: Caserío los Escobar. (Alcaldía Municipal)

Deporte
El club de fútbol profesional local se llama Asociación Deportiva San Rafael Obrajuelo, desde 2018.
C.D. Maracaná San Rafael, pasó a ser parte de Santiago Nonualco, actualmente llamado C.D. Maracaná.

## Conectividad Vial
Carretera El Litoral, la cual pasa en el centro del municipio de San Rafael Obrajuelo y las rutas de buses que circulan son: R-133, R-540, R-193, R-512,R-152, R-153, R-92 y R-154, hacen su recorrido entre Zacatecoluca – San Salvador, Zacatecoluca – La Libertad, Zacatecoluca – Santa María Ostuma, Zacatecoluca – La Herradura, Zacatecoluca – San Rafael Obrajuelo y Zacatecoluca – San Pedro Masahuat.
Carretera La Autopista al costado Sur del municipio pasando por el cantón San José Obrajuelo y cantón La Palma. Las rutas de buses que circulan son: R-133ª, R312 y R-302, hacen su recorrido de Zacatecoluca-San Salvador, Zacatecoluca-Usulután y San Miguel-San Salvador.

## Hidrografía
El municipio de San Rafael Obrajuelo pertenece a la zona hidrográfica de Estero de Jaltepeque y cuenta con recursos hidrográficos que son de gran beneficio para la comunidad, tales como:
El río Huiscoyolapa, el cual circula en los límites de San Rafael Obrajuelo y Santiago Nonualco. El río Tapetayo que ingresa en la zona alta de San Jerónimo hasta La Palma a lo largo del municipio. Así mismo posee subcuenca que corresponde al río Jalponga. Además el río Huiscoyolapa y río Tapetayo se encuentran divididos por quebradas que se extienden por todo el municipio.
Alguna de ellas son: la quebrada El Diablo, quebrada Honda, quebrada El Obraje, quebrada El Chucho, quebrada La Laguneta y la conocida como Arcicola que se descargan en el río Tapetayo. En la quebrada El Flor es donde recibe las aguas negras de toda la ciudad, además es uno de los sitios en donde se depositan todo tipo de desechos. Así mismo se pueden mencionar la quebrada La Arenera y la quebrada conocida como El Zope la cual circula en el extremo poniente del municipio. Descargando todas ellas sus aguas en el río Huiscoyolapa. (Plan de riesgo de San Rafael Obrajuelo, 2015, p. 39).

## Patrimonio Arqueológico
En el municipio de San Rafael Obrajuelo se sitúan vestigios de pilas de obraje de añil, puesto que a finales del siglo XVI la región fue productora de cultivo de añil en haciendas propiedad de colonizadores, así mismo en el cantón La Palma, clasificado por Concultura como sitio arqueológico de segundo orden aquel cuyos atributos científicos se generalizan dentro de un contexto regional y temporal- se han encontrado numerosos objetos de una población. (SACDELGTZ-ISDEM, 2009, p. 21).

## Autoridades Municipales
Alcaldía Municipal
Para el año de 1883 en San Rafael Obrajuelo se eligieron las primeras autoridades municipales. El señor Jesús Mejía Hernández nos expresa que antes la alcaldía estaba en el cantón San José Obrajuelo y después la trasladaron adonde se encuentra actualmente y empezaron a llamar al cantón San José Obrajuelo “valle viejo” porque fue donde se encontraba el pueblo cuando se fundó.
Claudia Claribel Mejía cuenta quienes fueron los alcaldes de San Rafael
Obrajuelo y el año de su periodo como alcalde:
- Agapito Monterrosa 1906
- Valeriano Henríquez 1914
- Felipe Torres 1916
- José María Gómez 1918
- Romualdo Torres 1920
- Fernando Rodríguez 1921
- Santos Acevedo 1922
- Rubén Guillen 1923
- Claudio Escobar 1924-1926
- Romualdo Torres 1928
- Jesús Gómez 1930
- Tomás Baires 1932
- José Esteban Rodas 1934
- Enocon Molina 1936-1937
- Andrés Alfonzo 1940
- Juan Emerson Cubas 1942
- Jesús Hermógenes 1944
- José Borjas Castillo 1949
- Miguel Ángel Rodas 1950
- Ciriaco Iraheta 1951-1952

- Luis Torres 1953-1955
- Santos Molinas 1956-1957
- José Catarino Amaya 1958-1961
- Leonardo Rodríguez 1962
- José María Rivera 1963
- José Luis Salazar 1964
- Domingo Ulmi Salomón 1965
- José Arqueta 1966-1958
- Juan Ramón Baires 1969
- Miguel Ángel Guillen 1970
- Rodolfo Ignacio Guillen 1971-1972

- María Sara Molina 1973-1975 y 1977
- Juan Ramón Baires 1981-1982
- Rolando Guzmán 1985
- Bernabé Torres Morales 1986
- Edgardo Alvarado Gómez 1986-1987
- Rafael Escobar Serrano 1988-1991
- Eliseo Guevara 1992-1994
- Víctor Manuel Miranda 1995-1997

- Rafael Amílcar Aguilar Alvarado 1997-2021

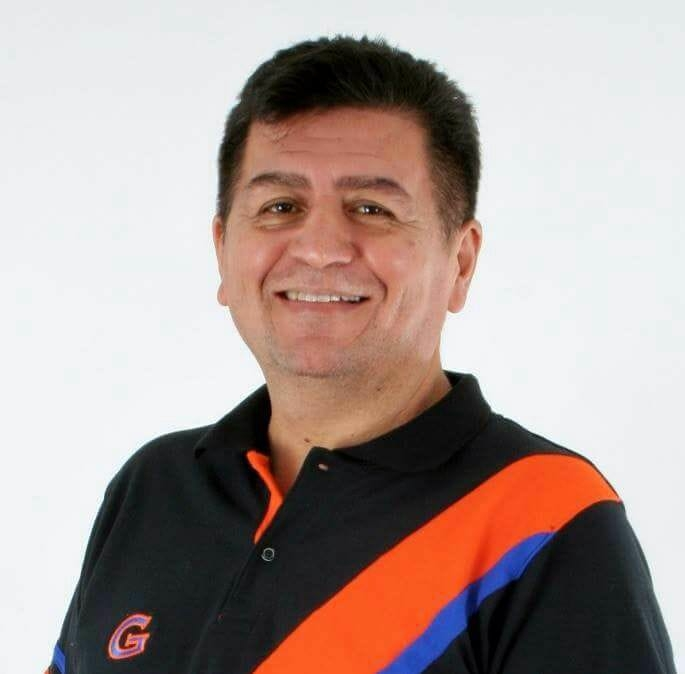
Alcalde Municipal - Desde mayo de 1997 hasta la actualidad.

## Introducción del Agua
En 1924, el Sr. Claudio Escobar inició el primer proyecto de introducción del agua potable. En 1947, Sr. José Argueta hijo realizó el segundo intento de traer el preciado líquido del nacimiento llamado “El Borbollón” (M. Ángel Guevara, 1998, p. 6), erigiéndose un monumento conmemorativo en esa fecha, llamado El Palo Seco. De los años 1955 a 1965, el agua se traía de la jurisdicción de Santiago Nonualco, y finalmente en 1969 el párroco Renato Pellanchín donó parte del terreno propiedad de la iglesia, ubicado en el Barrio El Calvario a solicitud del comité Pro-Mejoramiento Comunal, para que se proveyera los servicios de agua potable en el municipio, perforándose así un pozo que a la fecha abastece a la comunidad.
El señor Beto Morales, exalcalde de San Rafael Obrajuelo cuenta que el Padre Renato Pellanchín primer párroco de la Iglesia de San Rafael Arcángel era también ingeniero y fue él quien donó el terreno a ANDA para construir el pozo, además él dijo exactamente donde debían excavar para encontrar el agua. Narra que el pozo daba agua abundante y que considera que fue una revelación de Dios que el padre supiera la ubicación exacta para llevar a cabo la obra del pozo.
La señora Rosa Evila Reyes narra que el padre Renato Pellanchín andaba con un bastón buscando donde encontrar agua y finalmente él dijo el lugar exacto donde tenían que escavar el pozo y hasta la actualidad toda la comunidad se abastece de ese pozo que está ubicado en el barrio El Calvario.

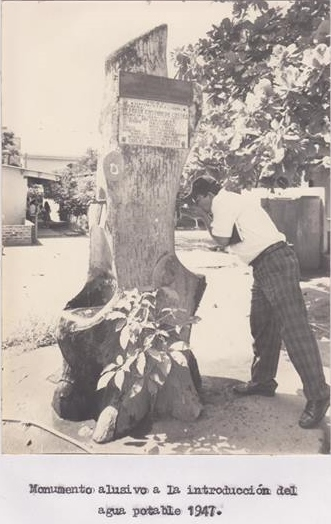
Monumento a la Introducción del Agua (1947), actualmente ubicado en el Centro Escolar Prof. Rafael Osorio Hijo.

## Uso del Suelo
En cuanto a agricultura y utilización del terreno, el municipio posee una variedad de tierras adecuadas para el cultivo pero que requieren diferentes cuidados para su uso.
Así los suelos, Clase II, son tierras que tienen muy pocas limitaciones que restrinjan su uso. Son adecuados para una gran variedad de plantas y pueden ser usados con toda seguridad para toda clase de cultivos agronómicos.
Los suelos Clase III, son tierras que tienen algunas limitaciones para los cultivos intensivos y requieren prácticas y obras especiales de conservación, algo difíciles y costosas de aplicar.
Los suelos Clase IV, tienen severas limitaciones que restringen la elección de plantas; requieren además, cuidadosas prácticas y obras de manejo y conservación costosas de aplicar y mantener.
Así mismo, los suelos Clase VI tienen limitaciones muy severas que hacen inadecuado su uso para cultivos intensivos y lo limitan para cultivos permanentes como frutales, bosques y praderas. Se requiere además, usar cuidadosas medidas de conservación y manejo. (SACDEL-GTZ-ISDEM, 2009, p. 21).
Cultivo del Añil
El señor Antonio Guillen Delgado narra que San Rafael Obrajuelo retomó el cultivo del añil en el año 2006 a través del apoyo de GTZ (GIZ), nos cuenta que el cultiva el añil desde dicho año. Además cuenta que la semilla se puede cultivar en cualquier época del año, pero que la época más indicada es el mes de mayo.
Cultivo de Caña de Azúcar
En San Rafael Obrajuelo sus suelos son mayormente usados para cultivar productos como la caña de azúcar y granos básicos. En el caso de la caña de azúcar no solo se cultiva sino que también se procesa artesanalmente para crear miel, azúcar granulada, dietética, entre otros derivados de la misma.

## Clima
La condición climatológica del sitio depende de su cercanía a la zona costera, tipo de relieve, ubicación geográfica, entre otros. San Rafael Obrajuelo pertenece a la zona de Astoria la cual se encuentra ubicada en la planicie costera de la religión paracentral del país, entre San Luis Talpa y el río Jiboa, cerca del Aeropuerto Internacional El Salvador, así mismo está caracterizado por planicies aluviales, suelos arenosos y francos arenosos, con cultivos variados. La región se zonifica climáticamente como Sabana Tropical Caliente o Tierra Caliente (0 800 msnm) la elevación es determinada (40 msnm).
Considerando la regionalización climática de Holdridge, la zona de interés se clasifica como: “Bosque húmedo subtropical” (con biotemperatura < 24 °C, pero con temperatura del aire, medio anuales> 24 °C). (Plan de riesgo de San Rafael Obrajuelo, 2015, p.47).

## Religión

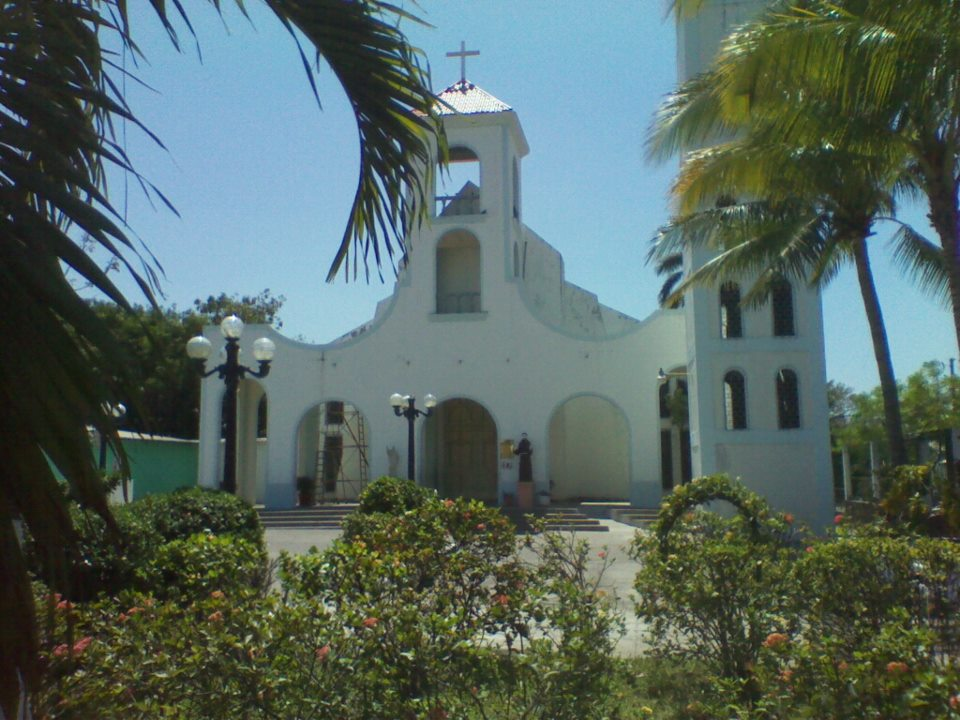
Iglesia Parroquial.

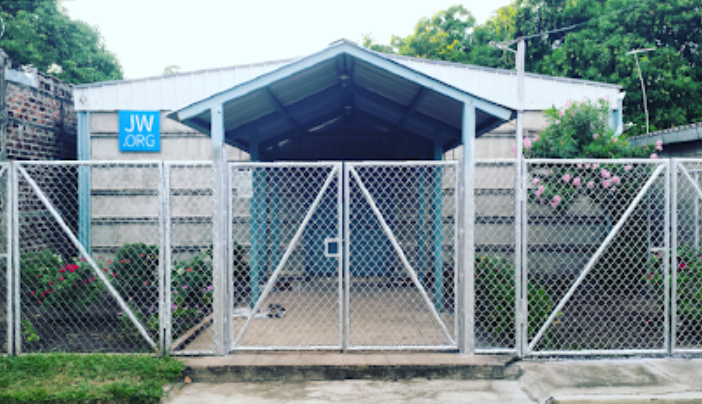
Salón del Reino de los Testigos de Jehová.

La población del municipio de San Rafael Obrajuelo tiene diferentes creencias desde católicos, evangélicos, testigos de Jehová y otros. Convirtiendo el sitio en una diversa cultura religiosa con su más reconocida edificación de la Iglesia San Rafael Arcángel.

## Costumbres y Tradiciones
Flores de mayo
Las Flores de mayo es una tradición religiosa, que se celebran desde el 1 de mayo al 31 de mayo en honor a la Virgen María, cada barrio y colonias tienen sus grutas y colores diferentes. Desde el 1 al 30 de mayo los feligreses de cada barrio se reúnen en una casa designada en donde la familia anfitriona los recibe para rezar y compartir un refrigerio. Luego visitan la gruta de su barrio y/o colonia.
Posteriormente todos los barrios se reúnen en la parroquia finalizando con la santa misa.
El 31 de mayo es la clausura del mes Mariano en el cual la mayor parte de la población se viste y lleva flores de acuerdo al color de su barrio y/o colonia. Todos los feligreses se reúnen a las 2:00 p. m. a un costado de la iglesia parroquial, posteriormente inician la procesión visitando cada una de las grutas y finalizando con la santa misa, todos son muy creativos e innovadores con sus respectivas carrozas.
Fiestas Patronales
San Rafael Obrajuelo celebra sus fiestas patronales del 12 al 24 de octubre en honor al patrón San Rafael Arcángel.
En el marco de las fiestas patronales se puede disfrutar de las diferentes actividades como: El tradicional Festival del Cerdo que forma parte del patrimonio económico del municipio, carreras de cinta a caballo y carnavales. Otro evento distintivo es la elección de la reina de las fiestas patronales en la cual participa una de cada barrio, colonias e instituciones luciendo hermosos trajes típicos, vestido de fantasía, vestido de noche, entre otros. Cada barrio, colonias e instituciones eligen un día para celebrarle a su nueva Reina, realizando desfiles, mini festivales, show artísticos, jaripeo, shows de bandas, entre otros.

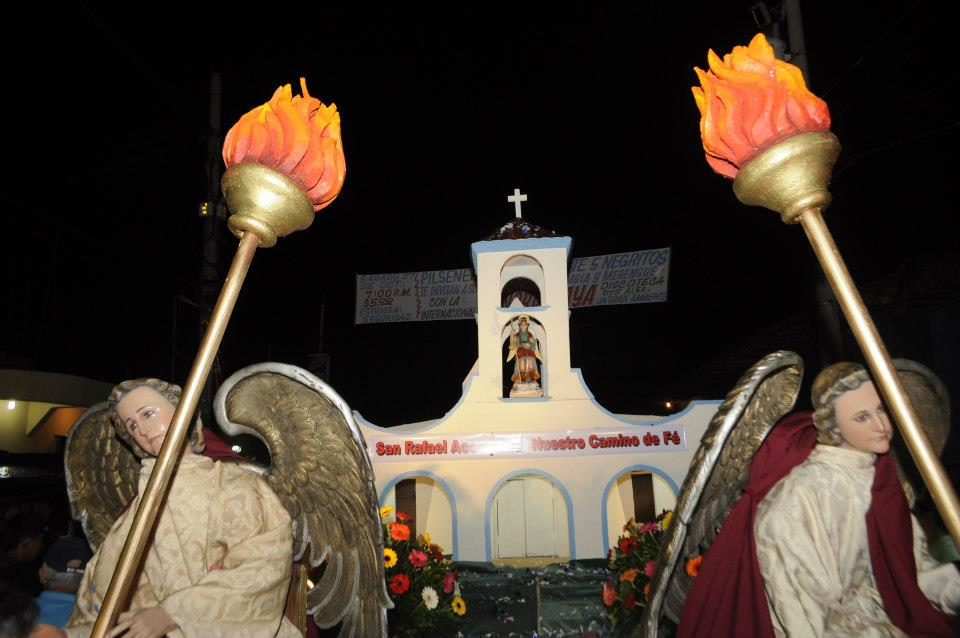
Fiestas Patronales - San Rafael Arcángel.

## Reconocimiento en Turismo
El Ministerio de Turismo y CORSATUR hacen referencia a la participación del municipio de San Rafael Obrajuelo en la Feria de Pueblos Vivos. Así mismo se destacan los logros obtenidos a través de los años.
Para el año 2010 fue su primera participación en Pueblos Vivos, evento a nivel nacional donde los municipios dan a conocer su oferta turística. Cabe destacar que en el año 2013 obtuvo el primer lugar en el segmento de Agroturismo, además recibió el diploma por Stand más distinguido en dicho segmento.
Para ese mismo año el comité de turismo con el apoyo de la Alcaldía Municipal llevaron a cabo el concurso del logo y eslogan del Comité de Turismo siendo ganador el logo que diseño el Sr. Edgardo Servellón.
San Rafael Obrajuelo en el año 2014 participó nuevamente en el programa Pueblos Vivos. Fue ganador para esta ocasión del segundo lugar siempre en el segmento de agroturismo.
Para el año 2015 El ministerio de Turismo y CORSATUR decidieron cambiar la metodología creando circuitos turísticos entre ellos está el circuito #33 “La Riqueza de Los Nonualcos” integrada por los municipios de: Zacatecoluca, San Juan Nonualco, Santiago Nonualco, Santa María Ostuma, San Pedro Nonualco y San Rafael Obrajuelo. Participando en la categoría de (Historia y Cultura), así mismo en el año 2016 participaron nuevamente como circuito turístico con la diferencia que solo participaron cinco municipios: Zacatecoluca,
Santiago Nonualco, San Pedro Nonualco, Santa María Ostuma y San Rafael Obrajuelo obteniendo el segundo lugar en la categoría de Historia y Cultura.
La señora Arely Bernabé de Campo cuenta que las actividades o eventos turísticos se promocionan a través de perifoneo, redes sociales, radio y televisión.

## Atractivos Turísticos
Festival del Cerdo
San Rafael Obrajuelo es muy reconocido por el Festival del Cerdo que es el patrimonio económico del municipio. Dicho festival se hace en el marco de las fiestas patronales. Durante el festival se puede degustar todos los derivados del cerdo: Chicharrones, fritada, costilla, lomo, entre otros.
Moliendas Artesanales
El municipio de San Rafael Obrajuelo cuenta con cinco moliendas artesanales, las cuales poseen trapiche girados por bueyes, de esa manera se extrae el jugó de caña, posteriormente es procesado para obtener los derivados, entre ellos: batidos, dulce de atado, miel de mesa, miel de dedo, melcochas, entre otros. Dichas moliendas están ubicadas en la zona rural del municipio. Para el mes de enero preparan la tierra; desde noviembre a abril es la temporada de la zafra. Cabe mencionar que el comité de turismo realiza festivales de la caña en el mes de febrero y son muy visitadas por los lugareños, turistas nacionales y extranjeros.
Grutas (Mes Mariano)
San Rafael Obrajuelo se reconoce como uno de los pueblos más Marianos del Departamento de La Paz. Durante el periodo del conflicto armado el padre Domingo Dal Lago pidió que en cada barrio se construyeran grutas de la Virgen María en las entradas y salidas del municipio, para que la Virgen protegiera a todos los habitantes del conflicto armado que se estaba viviendo. En efecto para el año 1987 crearon cinco grutas y con el paso de los años dos más.
El padre Francisco Antonio Jovel Abrego cuenta que los padres franciscanos a inicio de los 80 por el conflicto bélico que sufría el país, vieron a bien de manera de proteger el municipio crear las grutas en las entradas que venían al pueblo y por eso aparecían en este sentido cinco entradas: Barrio Concepción que venía del cantón la Palma, Barrio El Centro que viene de Zacatecoluca, Barrio El Calvario que viene de San Pedro Mártir, Barrio Las Delicias que viene de San Salvador y Barrio San José que viene de San José Obrajuelo. Después se incorporan dos más que serán con las nuevas colonias al ampliarse el municipio: Colonia Fátima y Colonia Tepeyac que son las más recientes.
Marlene Rosibel Torres de Cornejo narra que el padre Domingo Dal Lago decide colocar en todas las entradas del pueblo una gruta tallada en piedra volcánica y dentro de ella la imagen de la Virgen María como señal de protección y decidió dar un color a cada barrio con su respectivo significado:
- Barrio Concepción color blanco que significa pureza.
- Barrio El Calvario color amarillo que significa el celo de tu casa me devora.
- Barrio El Centro color rosado significa juventud.
- Barrio Las Delicias color morado significa penitencia.
- Barrio San José color rojo significa amor, sacrificio y pasión.
- Marlene Rosibel Torres de Cornejo cuenta también que el padre Geovanni creó las dos últimas grutas siendo estas:
- Colonia Fátima color celeste significa el cielo o manto de la virgen María que nos cubre.
- Colonia Tepeyac color verde que significa esperanza.
- Polideportivo Municipal

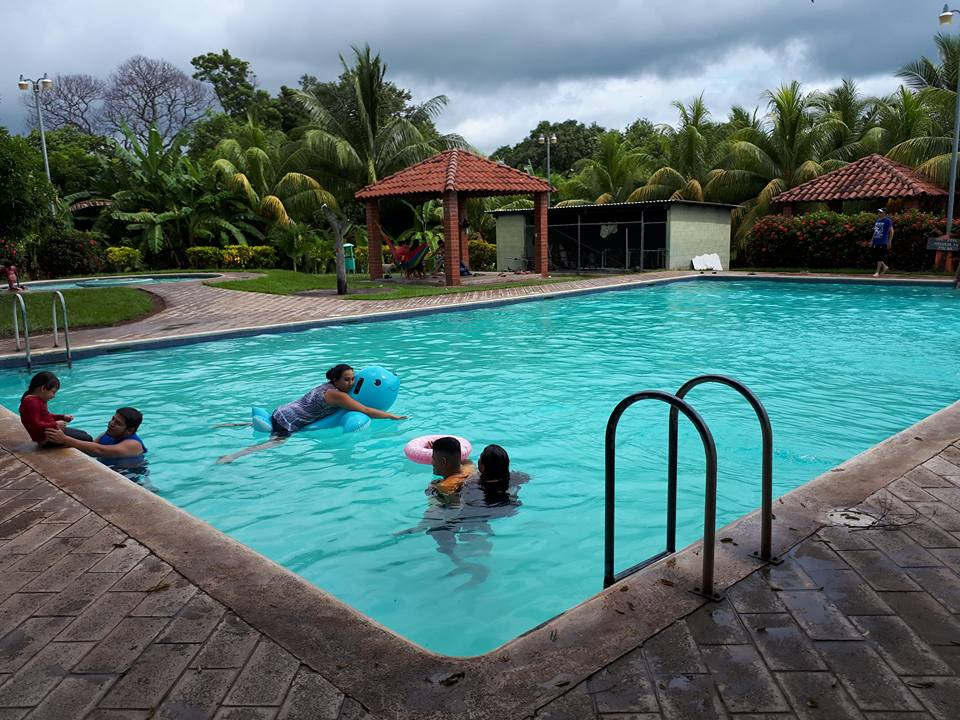
Polideportivo Municipal de San Rafael Obrajuelo.

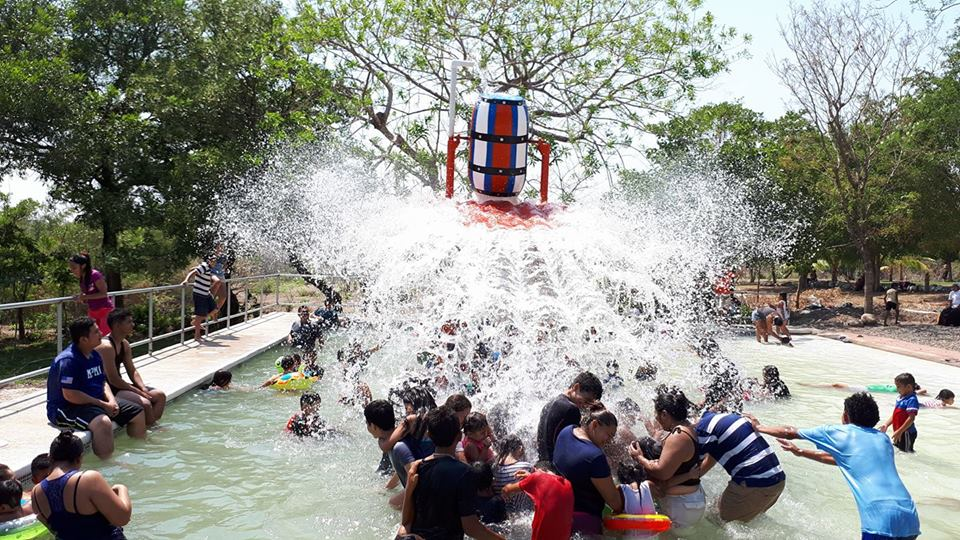
Nueva atracción.

El Centro de desarrollo integral para los jóvenes de San Rafael Obrajuelo conocido popularmente como: Polideportivo Municipal. Desde el año 2009 se puso a disposición al uso público.
Está ubicado en el Barrio Las Delicias lotificación Jardines de La Paz. Cuenta con 7 manzanas de terreno. Sus instalaciones están compuestas por: 1 piscina para niños, 1 piscina para adultos, 2 piscina familiar, canchas de futbol, cancha de baloncesto, cancha de futbol sala (cancha más pequeña con grama sintética), glorietas, estacionamiento, caseta de información, caceta de bombeo y servicios sanitarios.
Actualmente el horario de atención al público es de martes a domingo de 9:00 a. m. a 5:00 p. m. tal es el caso que los días lunes permanece cerrado para darle mantenimiento a dicho lugar en excepción los días feriados. El costo para ingresar a las instalaciones son: adultos $1.00, niños de 7 años a 11 años $0.50, parqueo $1.00, los niños menores de 7 años y personas de 60 años en adelante entran gratis.

## Gastronomía

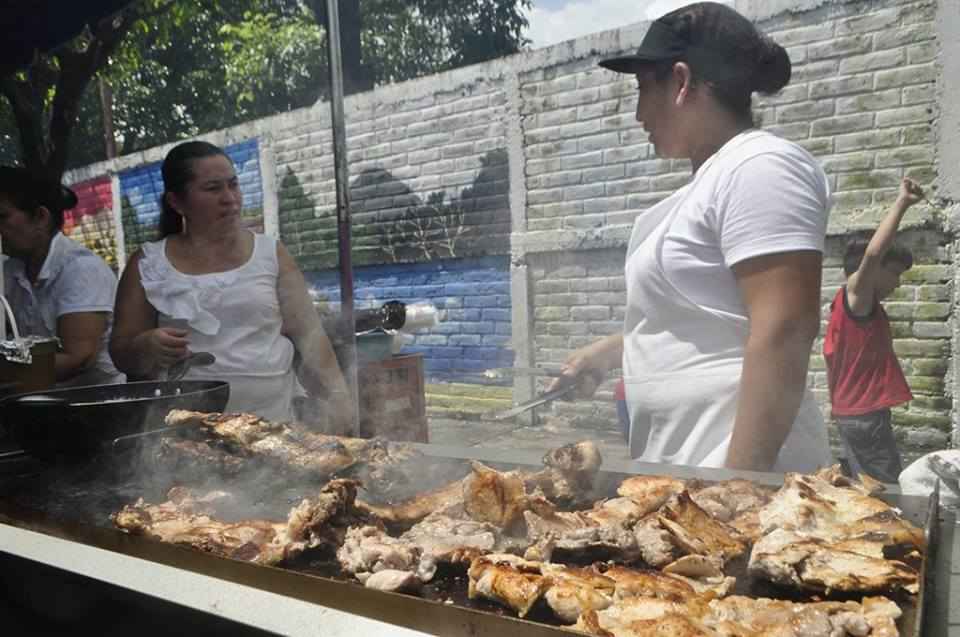
Festival del Cerdo - Octubre.

La gastronomía ha sido impulsada a través de instituciones locales como la alcaldía y el comité de turismo con iniciativas como la promoción de las empresas locales a través de Centros de Servicio. Así mismo se ha proyectado la construcción una plaza para la comercialización exclusiva del cerdo. Pero además, se ha capacitado en innovación de platos con derivados de cerdo y de caña de azúcar, manejo de alimentos y atención al cliente. 
Y al ser los principales ejes económicos del municipio, el procesamiento de los derivados del cerdo, que se promocionan a través del Festival del Cerdo que se realiza cada año, y el cultivo y procesamiento de la caña de azúcar, las personas que se dedican a ambas actividades productivas han recibido capacitaciones que los han hecho mejorar como productores y empresarios. (Municipal, 2012)
Paula Majano Flores comentó que San Rafael Obrajuelo es muy reconocido por el patrimonio económico del cerdo, los turistas y habitantes del municipio puede degustar todos los derivados del cerdo y de otros platillos gastronómicos como por ejemplo: Panes rellenos con pollo, carne de res, pescado, entre otros. 

## Recursos Naturales

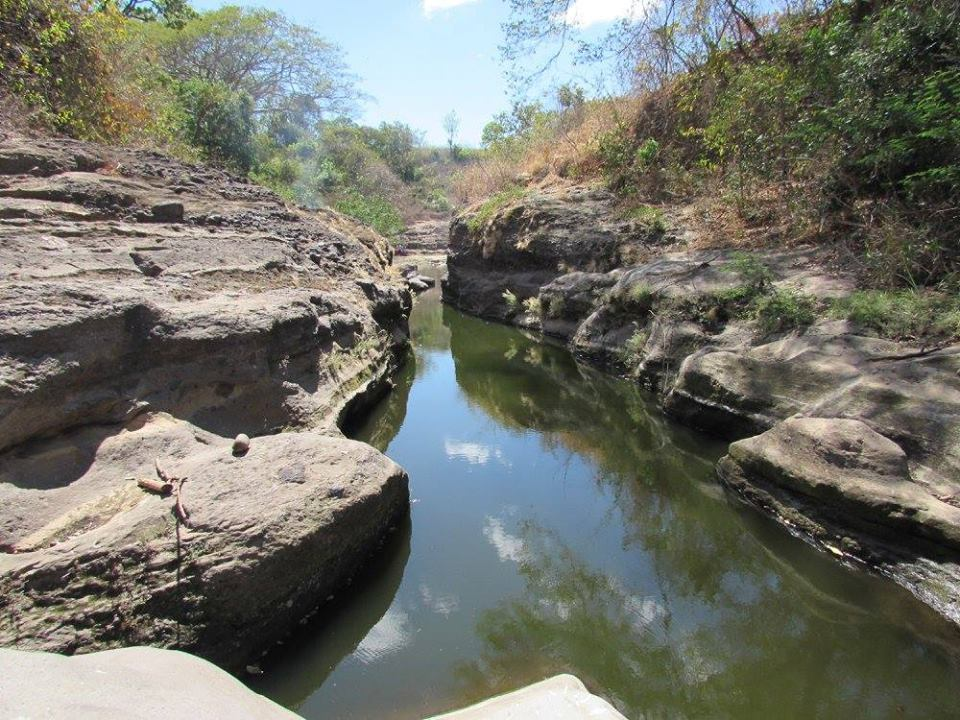
Poza Los Callejones
La poza Los Callejones, le pusieron ese nombre porque tiene forma de callejón, la poza tenía aproximadamente 7 metros de profundidad, dicha poza es parte del río Huiscoyolapa y está ubicada en el cantón San José Obrajuelo. En la actualidad es muy visitada por los lugareños.

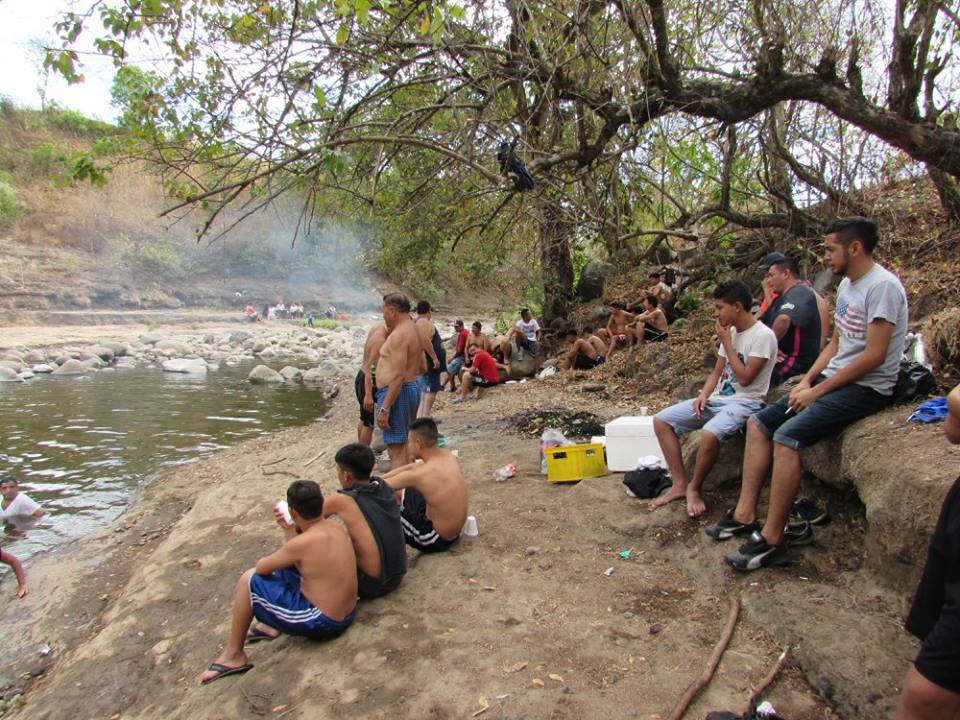
Poza Los Callejones con visitantes.

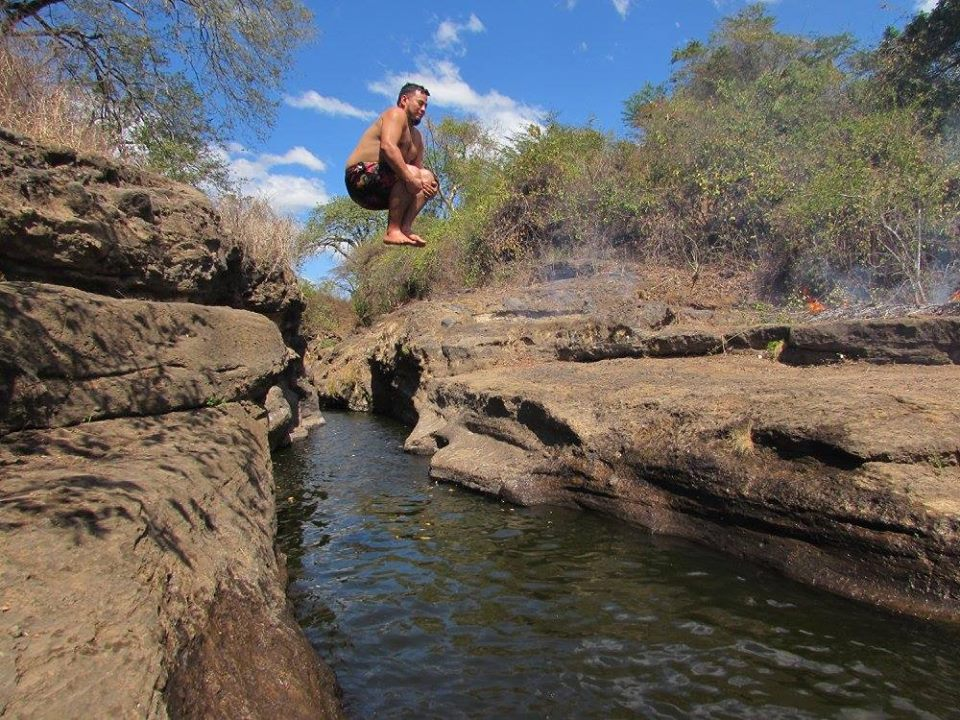
Poza Los Callejones SRO

## Economía
Situación económica actual
En el municipio de San Rafael Obrajuelo se destaca la agricultura, ganadería y el turismo como fuentes de ingresos debido a su ubicación y recursos. Además a estos elementos se agregan las festividades y ferias que se realizan dentro del municipio las cuales permiten que estos elementos se integren en un solo evento y haya ganancias para todos ellos.
Vale resaltar los resultados positivos que obtenidos mediante proyectos e iniciativas por parte de la municipalidad e instituciones públicas y privadas se está potenciando el municipio tanto turística como comercialmente a través de la promoción de las empresas locales y centros de servicio. Además, se ha capacitado a diferentes habitantes de la zona en formación de guías turísticos, innovación de platos con derivados de cerdo y de caña de azúcar, manejo de alimentos y atención al cliente. (Experiencias Municipales de desarrollo económico local, p.5)